# همنوایی شبانه ارکستر چوبها
همنوایی شبانه ارکستر چوبها رمانی از رضا قاسمی است. این رمان اولین بار توسط نشر کتاب در سال ۱۹۹۶ در آمریکا منتشر شد و بعدها در ایران اجازهٔ انتشار یافت و برنده بهترین رمان اول سال ۱۳۸۰ جایزه هوشنگ گلشیری و بهترین رمان سال ۱۳۸۰ منتقدین مطبوعات شد.
داستان از دیدگاه اول شخص بیان می‌شود و حکایت یک روشنفکر ایرانی است که به فرانسه پناهنده شده و در اتاق زیر شیروانی ساختمانی در پاریس زندگی می‌کند که ساکنانش را چند فرانسوی و ایرانی تبعیدی تشکیل داده‌اند.
نویسنده واقعیت و خیال را در این داستان به هم آمیخته و ساختاری مالیخولیایی ایجاد کرده‌است.